# Gertrude Hoffmann
Katherine Gertrude Hoffmann (de soltera Hay, 7 de mayo de 1883 – 21 de octubre de 1966) fue una bailarina de vodevil y coreógrafa estadounidense de principios del siglo XX.

## Primeros años
Katherine "Kitty" Gertrude Hay nació en San Francisco el 7 de mayo de 1883, hija de John y Katherine (de soltera Brogan) Hay. Su padre, nacido en Bangor, Maine, en 1843, llegó a California en algún momento antes de 1873. Katherine Brogan nació en Irlanda hacia 1847 y llegó a América a principios de la década de 1860. John y Katherine Hay se trasladaron a Portland, Oregón, donde John murió en 1914. Katherine Brogan Hay murió en 1926 en la casa de verano de Long Island de su hija Gertrude. Gertrude recibió su primera educación en un convento católico de la zona de San Francisco.
Katherine había actuado en teatro durante algún tiempo como Kitty Hayes antes de llamar la atención de la actriz Florence Roberts interpretando a una bailarina francesa en la ópera en cinco actos Sapho de Jules Massenet en el Alcazar Theatre de San Francisco. Poco después de que Robert la animara a seguir una carrera en la danza, Gertrude se enroló a los dieciséis años como bailarina en el equipo cómico de Matthews y Bulger y comenzó una gira que la llevaría a la ciudad de Nueva York y al Paradise Roof Garden del Victoria Theatre de Oscar Hammerstein.

## Carrera

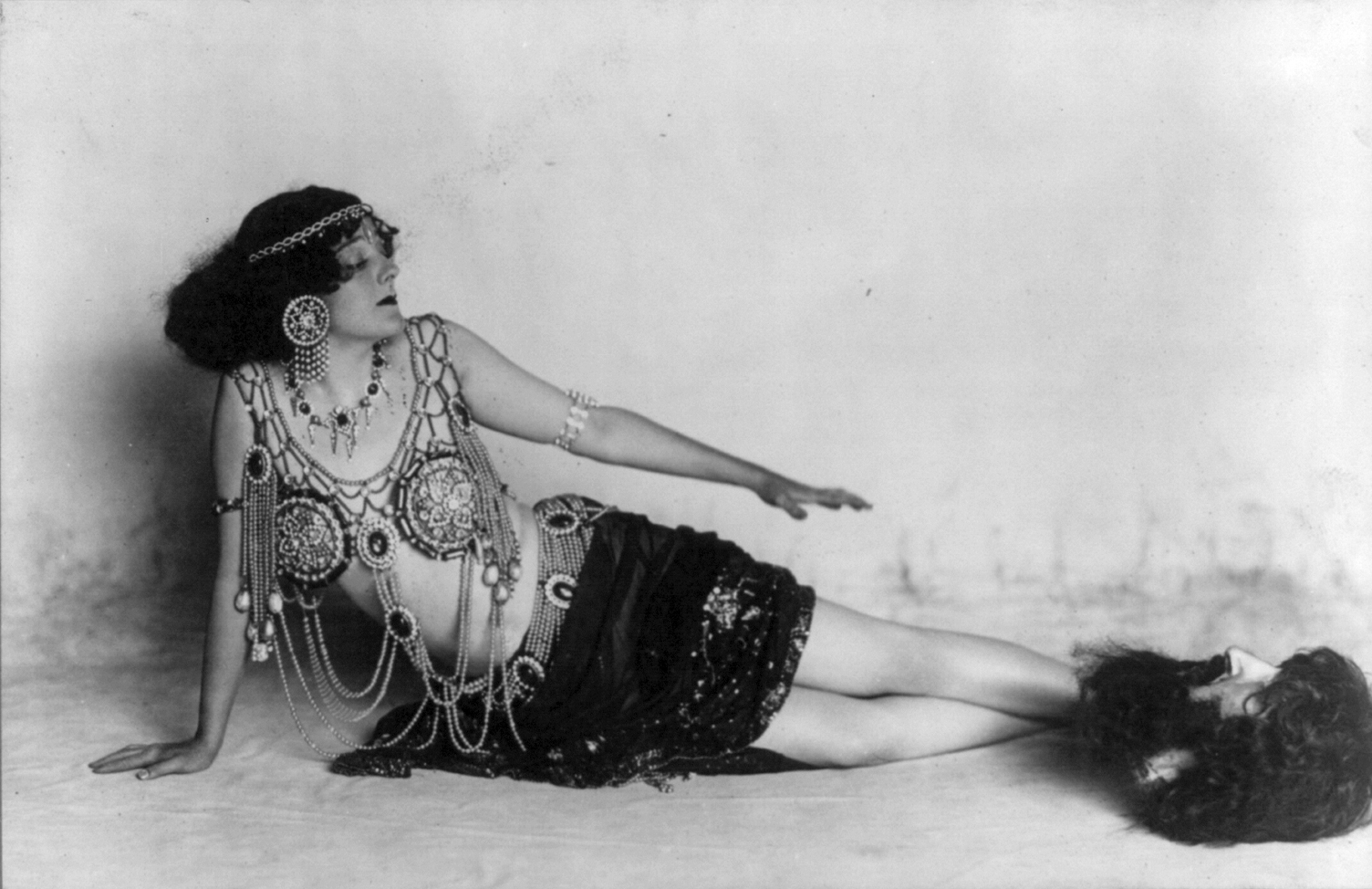
Hoffmann como Salomé con la cabeza de Juan Bautista, 1908

En 1903, Gertrude Hoffmann fue contratada como directora de ensayos en el Teatro Victoria de Oscar Hammerstein, donde trabajó con los sesenta miembros de "Punch and Judy Co." y otras rutinas de vodevil que actuaban en el local. Willie Hammerstein la convenció para que apareciera en escena. Tres años más tarde sustituyó a una artista enferma en "The Parisian Dancer"  de Ziegfeld y se convirtió en un éxito imitando a Anna Held cantando "I Just Can't Make My Eyes Behave". A lo largo de su carrera, Gertrude también imitó a otros artistas, como Eva Tanguay, Eddie Foy y Ethel Barrymore.

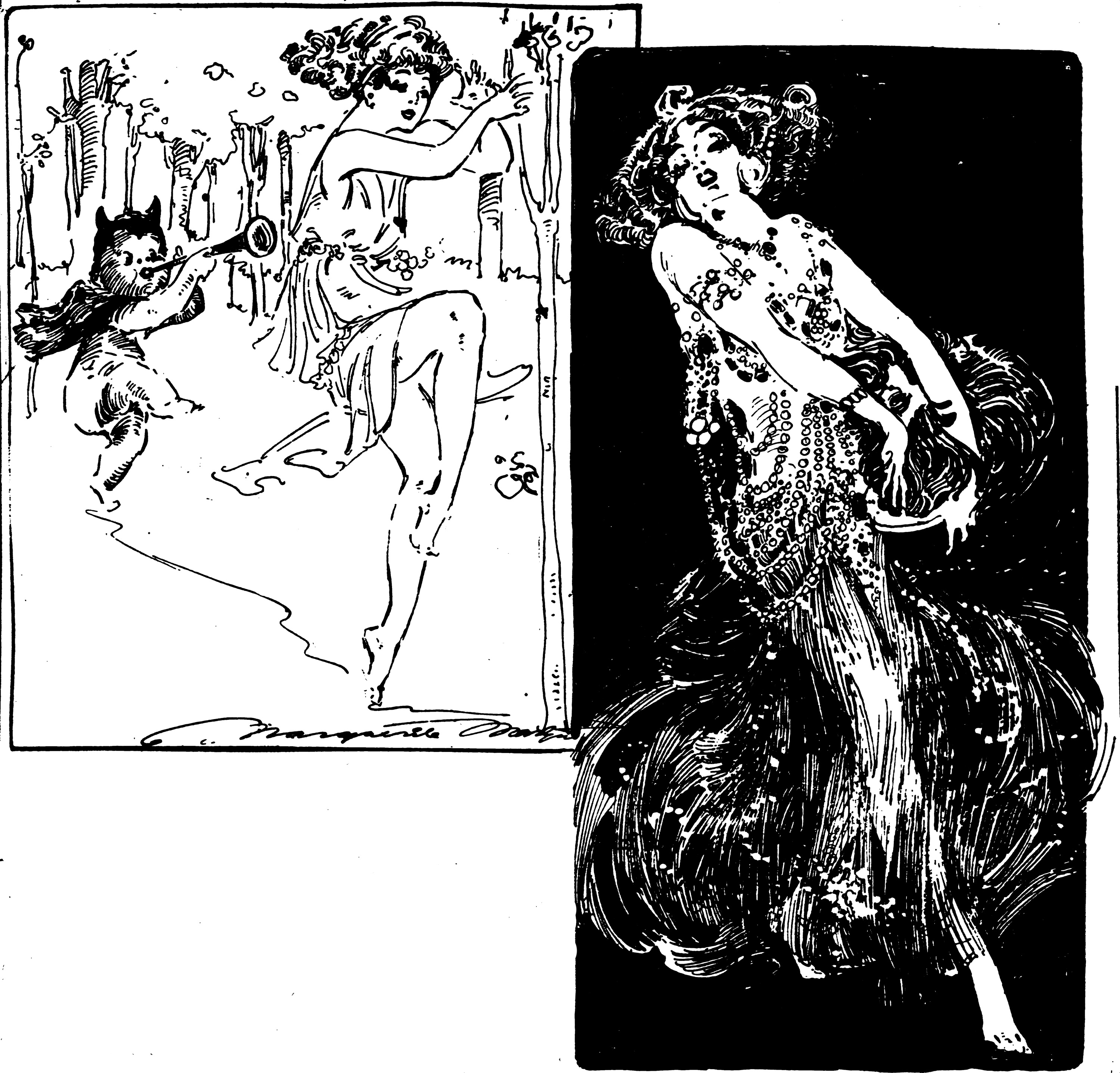
Hoffman dibujada por Marguerite Martyn para el St. Louis Post-Dispatch, 1909

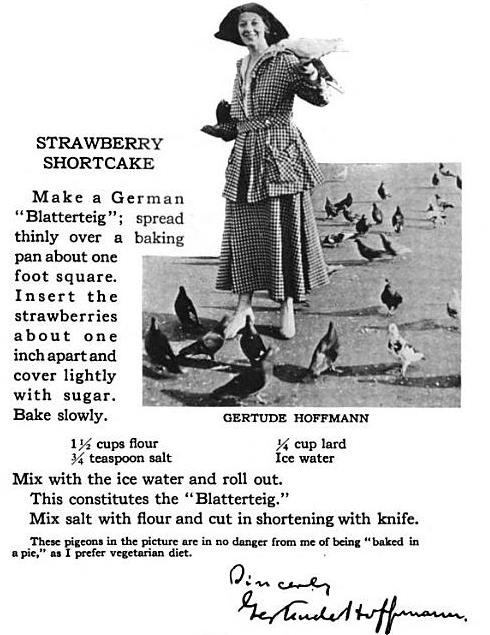
Celebrated Actor Folks' Cookeries 1916

Sus coreografías y efectos especiales de danza le valieron grandes elogios y reproches. Su danza interpretativa de Salomé, que representó por primera vez en 1908, le dio fama al tiempo que provocaba escándalos en muchos teatros de todo el país. En varias ocasiones, su sugerente baile de Salomé con escaso vestuario provocó su detención por la policía local. Tras el éxito de Hoffman, bailarinas tan diversas como Eva Tanguay, Vera Olcott, Lotta Faust, Ruth St. Denis, La Sylphe y Ada Overton Walker ofrecieron un baile burlesco de Salomé como parte de la moda popular conocida como "Salomania."
Más adelante en su carrera, se convirtió en directora y coreógrafa de las Gertrude Hoffmann Girls. Con reminiscencias de las Tiller Girls, sus bailarinas utilizaban un tipo de transformación acrobática atlética de la corista con patadas, saltos, etc. Las Gertrude Hoffmann Girls actuaron en la revista de Shubert Artists and Models, que se representó durante toda la temporada  1925-26 en el Winter Garden y también tuvo largas representaciones en las dos temporadas siguientes con A Night in Paris y A Night in Spain. En 1933, resucitó a las bailarinas Hoffmann y tuvo cierto éxito en sus giras por América y Europa antes del estallido de la Segunda Guerra Mundial. No se sabe mucho de su vida posterior, aparte de que es posible que en algún momento dirigiera un estudio o club de baile en el sur de California.
En 2006, el historiador social Armond Fields incluyó a Gertrude Hoffmann en su libro Women Vaudeville Stars: Eighty Biographical Profiles. El Gertrude Hoffmann Glide, un baile de dos pasos o turkey-trot bautizado en su honor en 1913, fue grabado por la Victor Military Band y vendido a través de los catálogos de Sears.

## Matrimonio
Gertrude se casó con Max Hoffmann (1873–1963), compositor, cantautor y director de orquesta de vodevil, el 8 de abril de 1901 en Baltimore. Se dice que el nombre completo y el título de su marido era «Barón» Adolph Eugene Victor Maximilian Hoffmann. Aunque nació en Polonia, probablemente de ascendencia alemana, el título de «barón» es dudoso, ya que se crio en St. Paul, Minnesota. En la mayoría de los registros públicos y documentos de viaje, su apellido figuraba como Hoffmann en lugar de Hoffman. Max Hoffmann trabajó durante todo su matrimonio con Gertrude como director musical y mánager. Su hijo, conocido profesionalmente como Max Hoffmann Jr. (1902–1945), nació al año siguiente de su matrimonio en Norfolk, Virginia, y llegaría a ser intérprete de comedias musicales en Broadway y en películas. Max Jr. estuvo casado durante un breve periodo con la famosa cantante de Boop-Boop-a-Doop Helen Kane.

## Muerte
Gertrude Hoffmann murió el 21 de octubre de 1966 en Los Ángeles, California.